# 李余代数
数学中，李余代数（Lie coalgebra）是与李代数对偶的结构。 
在有限维情形，它们是对偶的对象：李代数的对偶向量空间上自然有一个李余代数结构，反之亦然。

## 定义
设 E 是域 k 上一个向量空间，上有一个线性映射 {\displaystyle d\colon E\to E\wedge E}  从 E 到 E 与自身的外积。可将 d 惟一扩张成 E 的外代数上一个度数为 1 的分次导子：
{\displaystyle d\colon \bigwedge ^{\bullet }E\rightarrow \bigwedge ^{\bullet +1}E.}
那么二元组 (E,d) 称为李余代数如果 d2 = 0，即外代数的分次分量与导子一起 {\displaystyle (\bigwedge ^{*}E,d)} 构成一个上链复形：
{\displaystyle E\ \rightarrow ^{\!\!\!\!\!\!d}\ E\wedge E\ \rightarrow ^{\!\!\!\!\!\!d}\ \bigwedge ^{3}E\rightarrow ^{\!\!\!\!\!\!d}\ \dots .}

### 与德拉姆复形的关系
就像流形上向量场的外代数（张量代数也是）构成一个（基域 K 上的）李代数，流形上微分形式的德拉姆复形形成一个李余代数。进一步，在向量场与微分形式之间有一个配对。
但形式要微妙些：李代数不是光滑函数 {\displaystyle C^{\infty }(M)} 上线性的（误差是李导数），外导数也不是：{\displaystyle d(fg)=(df)g+f(dg)\neq f(dg)}（它是一个导子，但不是函数线性的），它们不是张量。它们不是在函数上线性的，但它们有一种一致的表现，不能简单地由李代数与余代数刻画。
进一步，在德拉姆复形中，导子不仅对 {\displaystyle \Omega ^{1}\to \Omega ^{2}} 有定义，而且对 {\displaystyle C^{\infty }(M)\to \Omega ^{1}(M)} 有定义。

## 对偶的李代数
向量空间上李代数结构是一个映射 {\displaystyle [\cdot ,\cdot ]\colon {\mathfrak {g}}\times {\mathfrak {g}}\to {\mathfrak {g}}}，反对称，且满足雅可比恒等式。等价地，一个映射 {\displaystyle [\cdot ,\cdot ]\colon {\mathfrak {g}}\wedge {\mathfrak {g}}\to {\mathfrak {g}}} 满足雅可比恒等式。
对偶地，向量空间上李余代数结构是一个映射 {\displaystyle d\colon E\to E\wedge E}，满足上闭链条件。李括号的对偶诱导一个映射（余交换子）
{\displaystyle [\cdot ,\cdot ]^{*}\colon {\mathfrak {g}}^{*}\to ({\mathfrak {g}}\wedge {\mathfrak {g}})^{*}\cong {\mathfrak {g}}^{*}\wedge {\mathfrak {g}}^{*}}
这里同构 {\displaystyle \cong } 对有限维成立；对偶是李乘积的对偶。在这种情形下，雅可比恒等式对应于上闭链条件。
更明确地，令 E 是一个李余代数。对偶空间 E* 上带有
α([x, y]) = dα(x∧y)，对所有 α ∈ E 与 x,y ∈ E*
定义的括号结构。
我们证明 E* 上所赋予的是一个李括号。只需验证雅可比恒等式。对任意 x, y, z ∈ E* 与 α ∈ E， 
{\displaystyle d^{2}\alpha (x\wedge y\wedge z)={\frac {1}{3}}d^{2}\alpha (x\wedge y\wedge z+y\wedge z\wedge x+z\wedge x\wedge y)={\frac {1}{3}}\left(d\alpha ([x,y]\wedge z)+d\alpha ([y,z]\wedge x)+d\alpha ([z,x]\wedge y)\right),}
这里最后一步是楔积的对偶与对偶的楔积的标准等同。最后，给出
{\displaystyle d^{2}\alpha (x\wedge y\wedge z)={\frac {1}{3}}\left(\alpha ([[x,y],z])+\alpha ([[y,z],x])+\alpha ([[z,x],y])\right).}
因 d2 = 0，从而
{\displaystyle \alpha ([[x,y],z]+[[y,z],x]+[[z,x],y])=0} 对任意 α, x, y, 与 z。
这样，由双对偶同构雅可比恒等式成立。
特别地，注意到证明指出了上闭链条件 d2 = 0 是雅可比恒等式在某种意义下的对偶。